# Joey Gamache
Pour les articles homonymes, voir Gamache.
Joey Gamache est un boxeur américain né le 20 mai 1966 à Lewiston.

## Carrière
Champion du monde des super-plumes WBA le 28 juin 1991 en battant le sud-africain Jerry Ngobeni, il laisse son titre vacant et devient champion du monde des poids légers WBA le 13 juin 1992 en stoppant au 9e round le sud-coréen Chil-Sung Chun. Battu dès le combat suivant par Tony Lopez, Gamache met un terme à sa carrière en 2000 sur un bilan de 55 victoires et 4 défaites.